# 弘田龍太郎
弘田 龍太郎（ひろた りゅうたろう、1892年（明治25年）6月30日 - 1952年（昭和27年）11月17日）は、日本の作曲家。

## 経歴
1892年（明治25年）高知県安芸市に生まれる。一絃琴の名手であった母親から、音楽的才能を受け継いだと言われている。
父の転任に従って3歳の時高知を離れ、千葉師範学校附属小学校、三重県立第一中学校（現：三重県立津高等学校）を経て、1910年（明治43年）東京音楽学校（現：東京芸術大学）器学部ピアノ科に入学する。東京音楽学校では本居長世に師事。在学中に歌曲『昼』を発表した。文部省唱歌の『鯉のぼり』は作者不詳とされてきたが、弘田龍太郎が在学中に作曲したものと言われている。1914年（大正3年）に東京音楽学校を卒業して助手となるが、1917年（大正6年）に設置された作曲部に再入学した。
1917年（大正5年）同研究科卒業後も同校授業補助となり、さらに文部省邦楽調査委員を委嘱される。やがて宮城道雄や本居長世らの新日本音楽運動に参加、洋楽と邦楽の融合を模索した。
1918年（大正7年）鈴木三重吉によって児童雑誌『赤い鳥』が創刊されると、やがて「赤い鳥運動」に参加、北原白秋等と組み、多くの童謡を作曲した。
1928年（昭和3年）文部省在外研究生としてドイツに留学、ベルリン大学で作曲とピアノを研究する。帰国後、東京音楽学校教授となるも作曲活動専念のため辞任。以後作曲活動のかたわら、NHKラジオの子供番組の指導や児童合唱団の指導、指揮にあたる。1946年（昭和21年）日本音楽著作権協会監事に就任。晩年は、長女夫妻が創設した幼稚園の園長となり、音楽を幼児教育に積極的にとり入れ、放送講習会、リズム遊びの指導などにあたった。1952年（昭和27年）60歳で死去。
妻は高安月郊の娘。
在学していた三重県立第一中学校（現・県立津高校）の中庭に記念碑があり、『浜千鳥』の楽譜が刻まれている。
代表作に『鯉のぼり』『浜千鳥』『叱られて』『金魚の昼寝』『雨』『雀の学校』『春よ来い』『靴が鳴る』『キューピーさん』など多数。他に歌曲『千曲川旅情のうた』、オペラ『西浦の神』、仏教音楽『仏陀三部作』、映画音楽『くもとちゅうりっぷ』など。また、戦時歌謡では例として1943年（昭和18年）年発表の「富士は微笑む」を作曲した。

## 著書
- 『弘田竜太郎作曲子守唄集』主婦之友社 1926年
- 『作曲の初歩』岩本書店 1936年
- 『新音楽教科書』全3巻 冨山房 1936年
- 『弘田竜太郎傑作童謠曲集 第1輯 鷹書房 1948年
- 『弘田竜太郎作品集』全3巻 音楽之友社 1959年

### 編纂
- 『世界音楽全集 第13巻 日本民謡曲集』藤井清水共編 春秋社 1930年
- 『世界音楽全集 第33巻 日本童謡曲集 第4』編 春秋社 1932年
- 『世界音楽全集 第46巻 現代日本童謡曲集』編 春秋社 1933年

翻訳
- ペルガー『楽聖ブラームス』東光閣書店 1925年